# آکائی

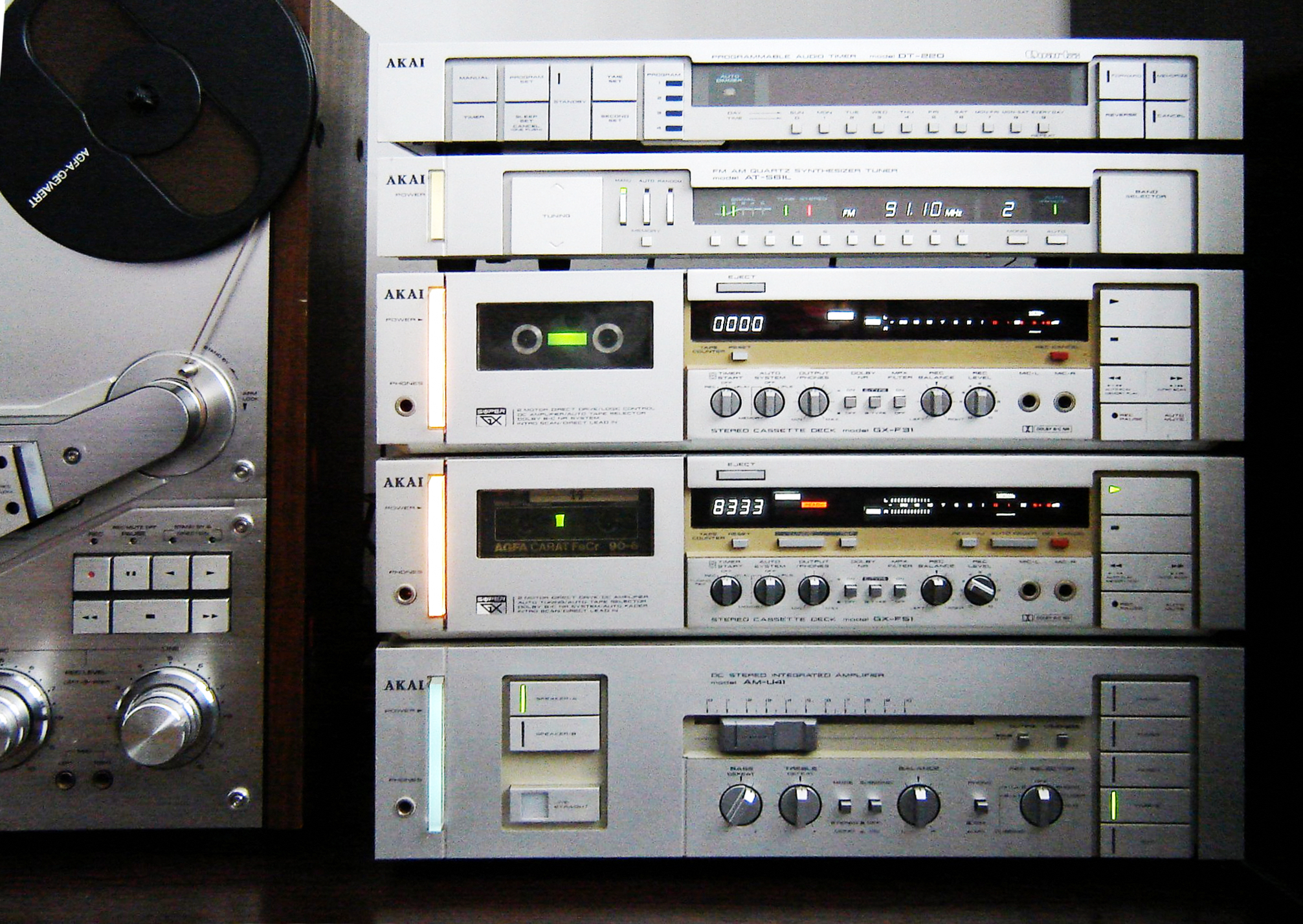
آکائی

آکائی (به ژاپنی 赤井電機株式会社 ،Akai Denki Kabushiki-gaisha) نام شرکت ژاپنی سازنده محصولات الکترونیکی خانگی است. اکنون مقر این شرکت در سنگاپور قرار دارد و زیر مجموعه شرکت چینی گراند هلدینگ محسوب می‌شود. در حال حاضر تولیدات آکائی در محصولات با برندهای دیگر استفاده شده و عرضه می‌شود.